# 田村明比古

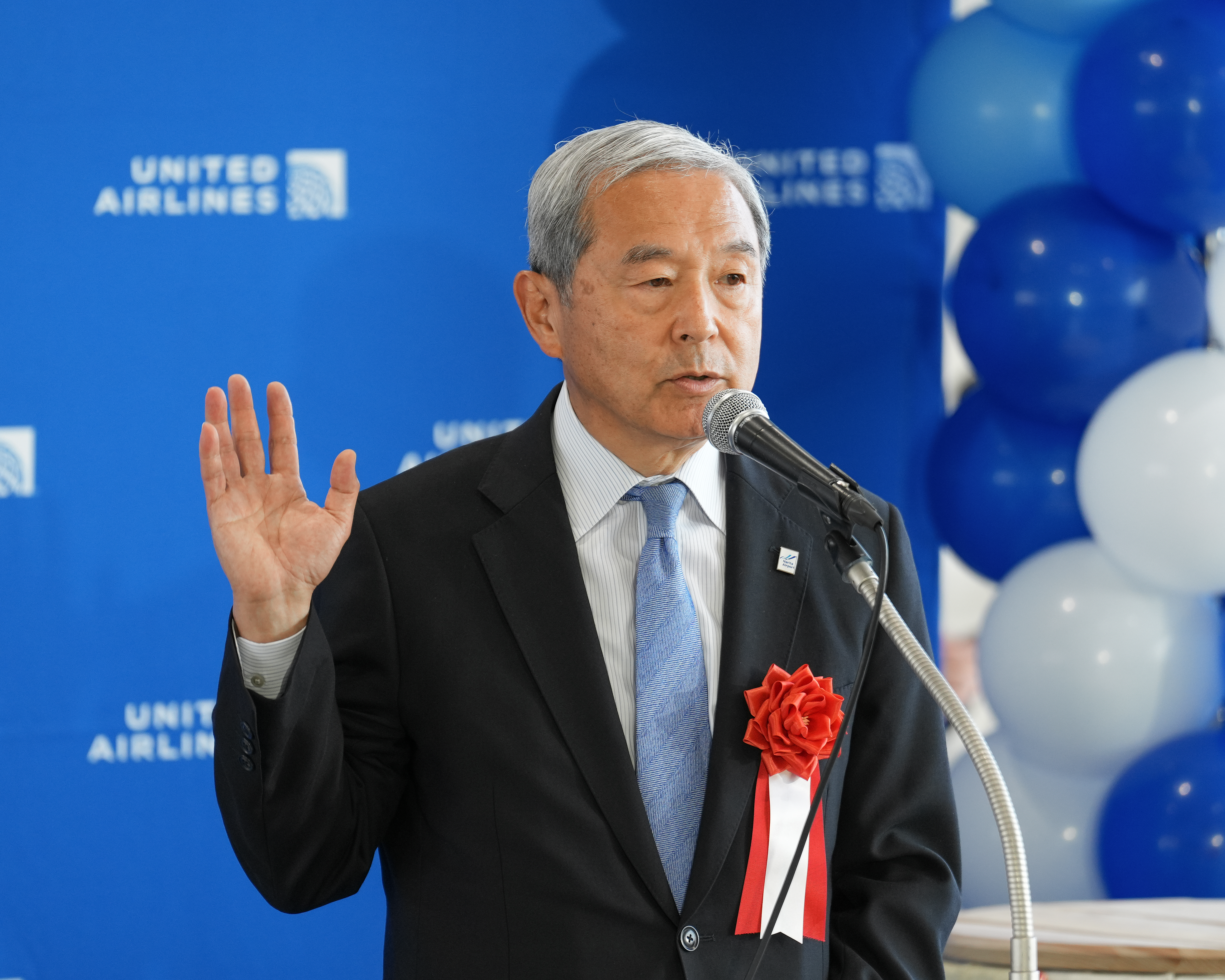
田村 明比古

田村 明比古（たむら あきひこ、1955年9月15日 - ）は、日本の運輸・国土交通官僚。成田国際空港株式会社代表取締役社長。第五代観光庁長官。

## 経歴
東京都出身。東京教育大学附属高等学校を経て、東京大学法学部卒業。
1980年4月、運輸省入省。コーネル大学経営学大学院修了、1985年経営管理学修士号(MBA)取得。福岡県理事、1993年9月運輸政策局国際企画課補佐官、1995年5月在アメリカ合衆国日本国大使館参事官、1998年7月大臣官房企画官、2000年6月運輸政策局観光部旅行振興課長、2004年7月海事局港運課長、2006年7月航空局監理部総務課長、2008年7月大臣官房審議官、2011年8月鉄道局次長。
2012年9月11日に航空局長に就任。在任中、羽田空港発着枠増枠のための都心上空を飛行する新ルート策定や燃油サーチャージ制度の改革を実施した。
2015年9月11日より観光庁長官。
2018年7月31日退職し、国土交通省参与。
2019年1月より三井住友銀行顧問。同年6月より成田国際空港株式会社代表取締役社長。

## その他
- 航空局長であった2015年6月14日に、東急田園都市線の車内で飲酒により寝過ごし、網棚に乗せていた鞄の置き引き被害に遭った[13]。鞄の中には業務用タブレットや緊急連絡網が入っていたことから、6月19日に文書による厳重注意処分を受ける[14]。